# Stazione meteorologica di Misurina
La stazione meteorologica di Misurina è la stazione meteorologica di riferimento relativa alla frazione del comune di Auronzo di Cadore che si trova presso il lago di Misurina.

## Coordinate geografiche
La stazione meteorologica è situata nell'Italia nord-orientale, nel Veneto, in provincia di Belluno, nel comune di Auronzo di Cadore, in località Misurina, a 1.760 metri s.l.m.

## Dati climatologici
Secondo i dati medi del trentennio 1961-1990, la temperatura media del mese più freddo, gennaio, si attesta a -5,5 °C, mentre quella del mese più caldo, luglio, è di +11,4 °C .
| Misurina           | Mesi  | Mesi  | Mesi | Mesi | Mesi | Mesi | Mesi | Mesi | Mesi | Mesi | Mesi | Mesi | Stagioni | Stagioni | Stagioni | Stagioni | Anno |
| Misurina           | Gen   | Feb   | Mar  | Apr  | Mag  | Giu  | Lug  | Ago  | Set  | Ott  | Nov  | Dic  | Inv      | Pri      | Est      | Aut      | Anno |
| ------------------ | ----- | ----- | ---- | ---- | ---- | ---- | ---- | ---- | ---- | ---- | ---- | ---- | -------- | -------- | -------- | -------- | ---- |
| T. max. media (°C) | 0,2   | 1,1   | 3,4  | 6,4  | 10,9 | 14,4 | 17,0 | 16,7 | 14,6 | 10,0 | 4,3  | 1,2  | 0,8      | 6,9      | 16,0     | 9,6      | 8,4  |
| T. min. media (°C) | −11,1 | −10,7 | −7,9 | −3,7 | 0,5  | 4,2  | 5,8  | 5,6  | 3,4  | −0,5 | −5,3 | −9,7 | −10,5    | −3,7     | 5,2      | −0,8     | −2,4 |